# Kamin
.

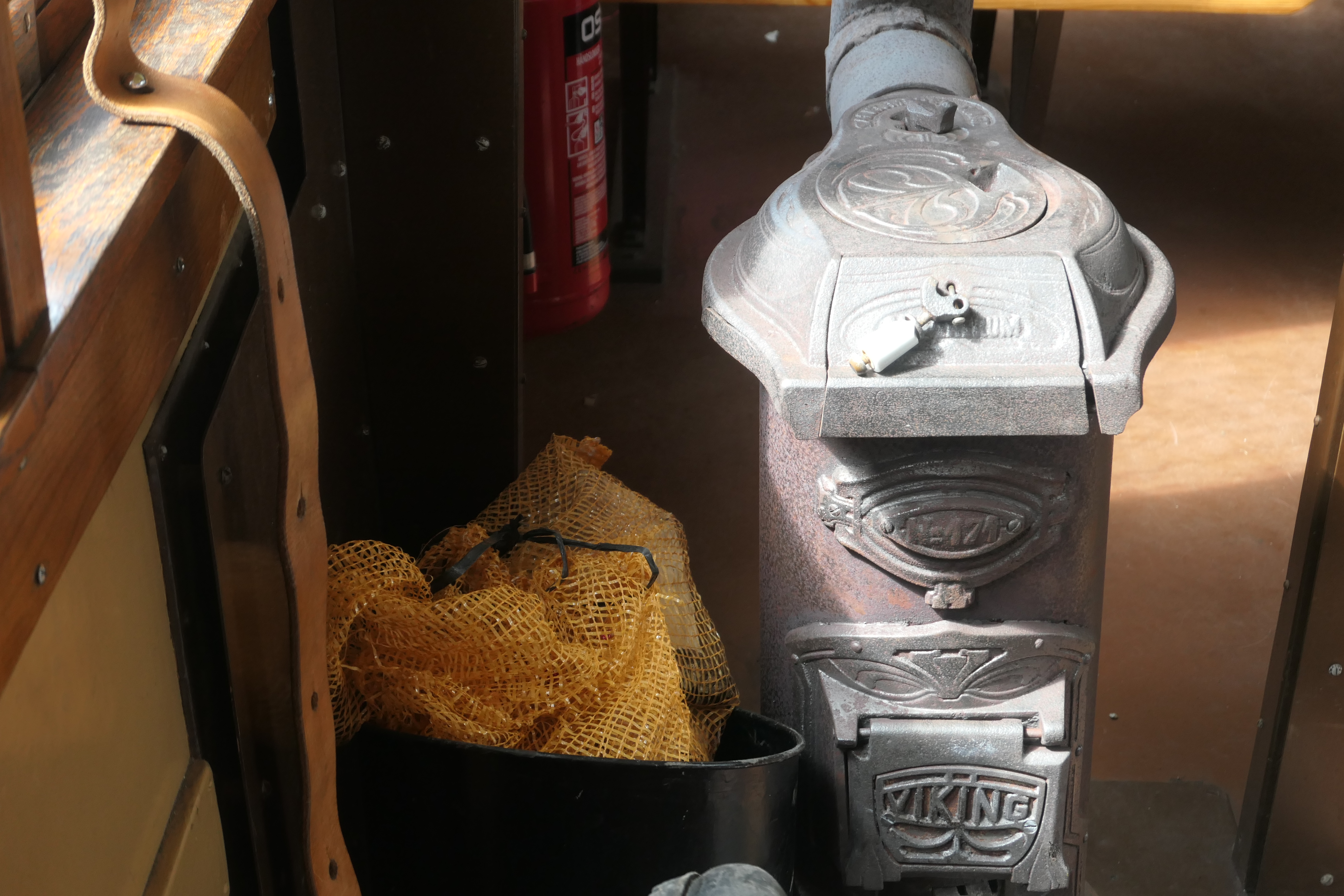
En vedkamin av märket Viking från Ankarsrums Bruk i Skånska Järnvägars personvagn SJ EC3a 9058

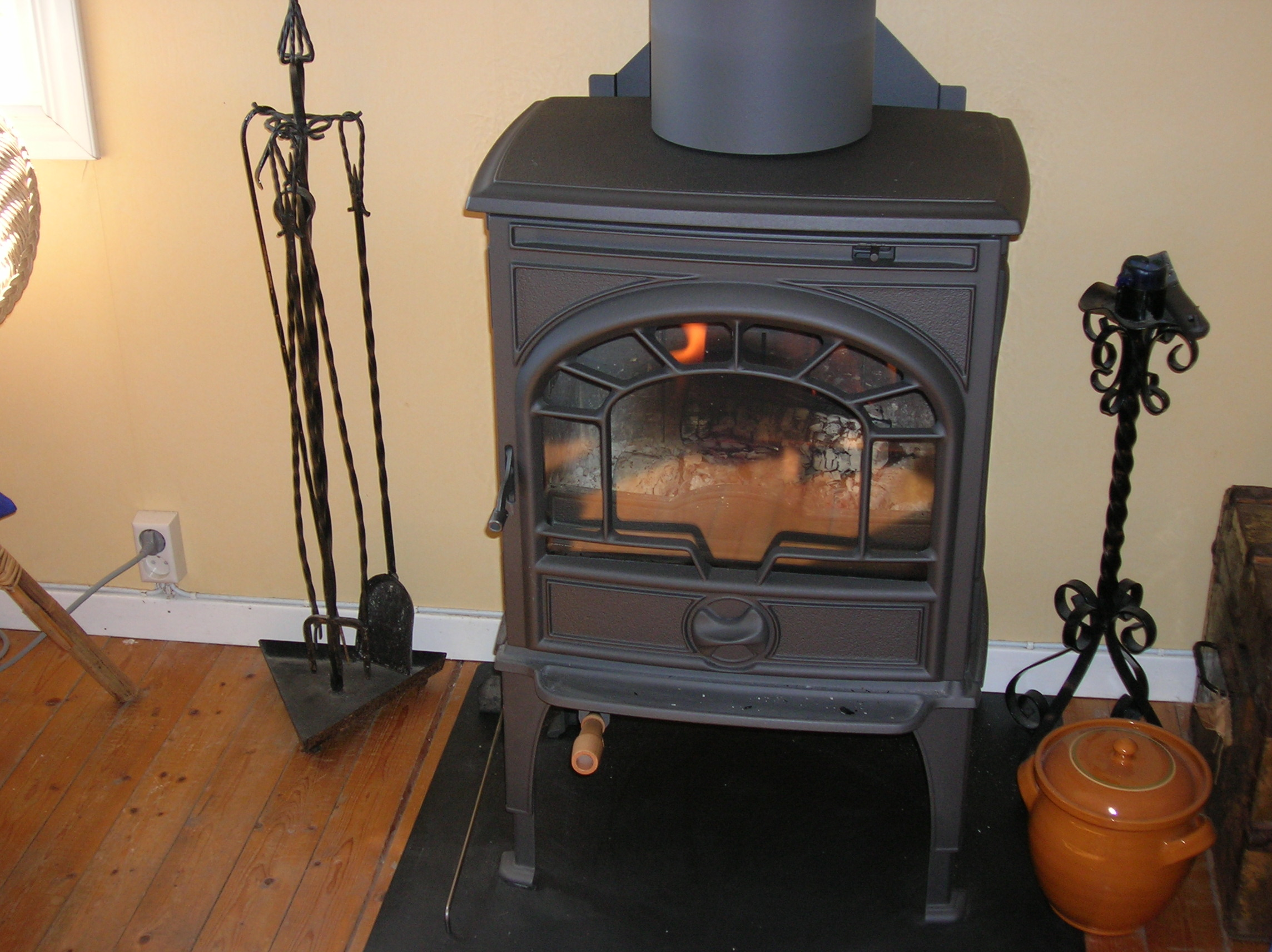
En braskamin för uppvärmning

En kamin är en anordning avsedd för uppvärmning genom förbränning av brännbara material som till exempel ved, pellets, kol eller koks. Till skillnad från en värmepanna placeras kaminen i det utrymme den skall värma. Till sin uppbyggnad gentemot en kakelugn är kaminer av metall och värmer utrymmet snabbt efter att eld gjorts upp medan den inte håller värmen särskilt länge efter att elden slocknat.

## Beskrivning
Vid förbränning av brännbara material bildas rökgaser som vanligtvis leds ut via en rökgaskanal normalt kallad skorsten. I en kamin eller i rökgaskanalen sitter vanligtvis ett spjäll, som kan stängas när kaminen inte används, så att varm luft förhindras att läcka ut genom rökgaskanal. Varm luft som läcker ut genom rökgaskanalen sänker verkningsgraden. Spjället bör användas med försiktighet eftersom för tidig stängning av detta innan elden slocknat kan innebära risk för bildning av giftig kolmonoxid på grund av syrgasunderskott i förbränningsytrummet.
För uppvärmning av bostad behövs cirka 75W per kvadratmeter golvyta. Om bostaden är 100 kvadratmeter behövs 75 x 100 = 7,5 kW i effekt för en fungerande uppvärmning. Vissa kaminer har en luftspalt inbyggd i eller runt kaminen, när kaminen blir varm uppstår konvektion i denna luftspalt som därmed påskyndar uppvärmningsprocessen.
En kamin som väger mindre än 200 kg räknas som lätt eldstad och kan ofta placeras fritt på golvet. En kamin som väger mer än 200 kg räknas som tung eldstad och behöver ett fundament. För att förhindra eldsvådor bör golvet framför kaminen och angränsande tak och väggar förses med brandskydd bestående av eldfasta material såsom tegel, sten, betong eller plåt. 
Eldning i kamin ger bra ventilation med stor luftomsättning i det utrymme där kaminen står, eftersom den luft som behövs för förbränningen normalt tas från utrymmet invid kaminen. Frisk luft sugs härvid istället in i utrymmet eller rummet. Förbränningsluften kan som alternativ tas in direkt i kaminen utifrån eller genom en mantel i skorstenen, vilket kan minska värmeförlusten genom mindre utsugning av varm rumsluft. Även när eldning inte sker kan den uppvärmda inomhusluften ge självdrag genom en kamin, vilket kan ge god ventilation. Vissa kaminer ger möjlighet till matlagning eller för att till exempel att koka kaffe. Är kaminen huvudsakligen avsedd för matlagning benämns den istället för spis.
Kaminen har monterats som ett komplement till kakelugnar eller centralvärme. Kaminer tillverkas i svetsad plåt eller som tidigare i gjutjärn. Beroende av kaminens konstruktion kan dessa vara försedda med en invändig mantel av eldfast tegel som lagrar värmen. Det finns även en del kaminer som har den värmelagrande materialet på utsidan, detta kan bestå av täljsten eller keramik.
Kaminens roll i boendet har förändrats. Idag är kaminen inte bara en värmekälla utan också en inredningsdetalj som tillför hög "mysfaktor". Därför har det också blivit allt viktigare att elden syns, vilket innebär att glasluckor och glasväggar på flera sidor är vanligt idag.

## Olika typer av kaminer

### Braskamin
En braskamin är en fristående kamin som ansluts till en rökkanal.
Effekt: 3-11 kW
Verkningsgrad: 65-85%

### Gjutjärnskamin
En gjutjärnskamin är en fristående kamin av gjutjärn.
Effekt: 3-11kW
Verkningsgrad: 65-70%

### Kassettinsats
En spiskassett är en modul av gjutjärn eller en svetsad konstruktion av stål för montering i en öppen spis
Effekt: 1-10 kW
Verkningsgrad: 50-70%